# Quilognats
Els quilognats (Chilognatha) són la subclasse la més àmplia i diversa de diplòpodes.

## Taxonomia
Segons Shear (2011) i Shear & Edgecombe (2010):
- Ordre †Zosterogrammida Wilson, 2005 (Chilognatha incertae sedis)[3]
- Infraclasse Pentazonia Brandt, 1833 
  - Ordre †Amynilyspedida Hoffman, 1969
  - Superordre Limacomorpha Pocock, 1894 
    - Ordre Glomeridesmida Cook, 1895 

  - Superordre Oniscomorpha Pocock, 1887 
    - Ordre Glomerida Brandt, 1833 
    - Ordre Sphaerotheriida Brandt, 1833
- Infraclasse Helminthomorpha Pocock, 1887
  - Superordre †Archipolypoda Scudder, 1882
    - Ordre †Archidesmida Wilson & Anderson 2004
    - Ordre †Cowiedesmida Wilson & Anderson 2004
    - Ordre †Euphoberiida Hoffman, 1969
    - Ordre †Palaeosomatida Hannibal & Krzeminski, 2005

  - Ordre †Pleurojulida Schneider & Werneburg, 1998 (possibly sister to Colobognatha)[4]
  - Subterclasse Colobognatha Brandt, 1834 
    - Ordre Platydesmida Cook, 1895
    - Ordre Polyzoniida Cook, 1895 
    - Ordre Siphonocryptida Cook, 1895
    - Ordre Siphonophorida Newport, 1844

  - Subterclasse Eugnatha Attems, 1898
    - Superordre Juliformia Attems, 1926
      - Ordre Julida Brandt, 1833
      - Ordre Spirobolida Cook, 1895
      - Ordre Spirostreptida Brandt, 1833
      - Superfamily †Xyloiuloidea Cook, 1895 (Sometimes aligned with Spirobolida)[5]

    - Superordre Nematophora Verhoeff, 1913 
      - Ordre Callipodida Pocock, 1894
      - Ordre Chordeumatida Pocock 1894
      - Ordre Stemmiulida Cook, 1895
      - Ordre Siphoniulida Cook, 1895

    - Superordre Merocheta Cook, 1895
      - Ordre Polydesmida Pocock, 1887